# VOKS

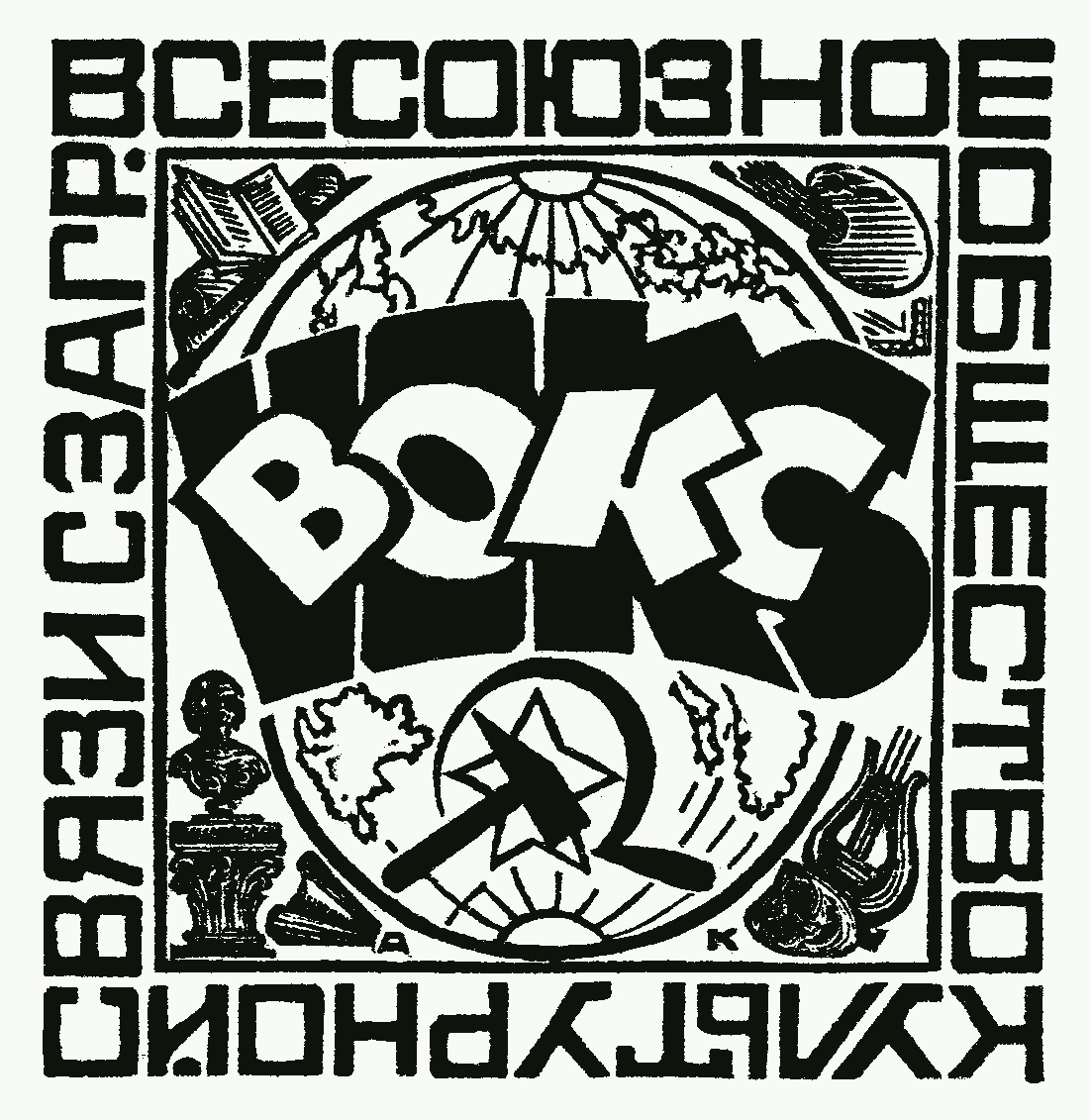
Logo de la Société pan-soviétique pour les relations culturelles avec l’étranger, qui met en évidence l'acronyme VOKS à la fois en caractères cyrilliques et latins.

La VOKS (acronyme du russe Vsesojuznoe Obščestvo Kul’turnoj Svjazi s zagranicej, Société pan-soviétique pour les relations culturelles avec l’étranger) est une entité de diplomatie culturelle créée par le gouvernement du Union soviétique en 1925 pour promouvoir les contacts culturels internationaux entre écrivains, compositeurs, musiciens, directeurs de la photographie, artistes, scientifiques, éducateurs et athlètes de l'URSS avec ceux d'autres pays. L'organisation a organisé des visites et des conférences de ces travailleurs culturels.
Bien que d'origine soviétique, la VOKS était en fait une organisation internationale ayant des branches nationales parallèles dans le monde entier, telles que la « American Society for Cultural Relations with Russia » (créée en 1926) et la « Société de l'amitié polono-soviétique » (créée en 1944). Les représentants du gouvernement occidental, les intellectuels publics et la presse reprochent souvent à la VOKS de fonctionner de fait comme un organe de propagande communiste. La VOKS a été restructurée et renommée en 1958, remplacée par une nouvelle « organisation d'amitié » connue sous le nom d'« Union des sociétés soviétiques pour l'amitié et les relations culturelles avec les pays étrangers », qui a continué d'exister jusqu'en 1992.

## Histoire de l'organisation

### Mise en place et structure

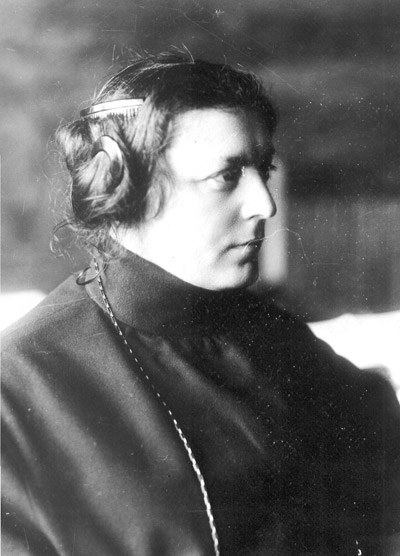
Olga Davidovna Kameneva, sœur de Léon Trotsky, fut la première dirigeante de la VOKS, occupant le poste de président (predsedatel) de 1925 à 1930.

La VOKS est créée à Moscou en 1925, dans le sillage de l'aide internationale à l'URSS contre la famine de 1921, pour coordonner les contacts culturels entre artistes et intellectuels soviétiques et leurs pairs dans les pays capitalistes occidentaux. La planification de l'organisation semble avoir commencé en mai 1925, avec une constitution formelle de la société approuvée par un décret du Conseil des commissaires du peuple en date du 8 août de la même année.
VOKS était subdivisé par domaines d’intérêt en plusieurs sections, notamment une section littéraire consacrée aux éditeurs et aux auteurs; une section musicale et théâtrale pour les compositeurs, les musiciens, les acteurs et les auteurs dramatiques; une section cinématographique ; une section juridique traitant de questions intéressant les juristes; et une section des expositions chargée de la présentation d’expositions internationales sur l’art et la littérature. Le VOKS avait également un service de presse qui publiait un bulletin hebdomadaire en russe, anglais, français et allemand.

### Fonctions
L'organisation avait une double fonction, interne et externe.
A l'extérieur, c'est elle qui promouvait les artistes et intellectuels soviétiques à l'étranger. Elle réglait les questions de visas et les questions financières de ces voyages.
En URSS, elle est chargée d'organiser l'importation et la traduction d'oeuvres des pays capitalistes.
Dès ses débuts, le VOKS coordonnait les échanges culturels, scientifiques et littéraires. Il s'agissait de l'organisation qui recevait fréquemment des visiteurs de premier plan de l'Union soviétique en Occident et organisait leurs contacts avec des pairs soviétiques. À l'intérieur de l'URSS, l'organisation facilitait l'importation et la traduction de textes scientifiques et littéraires étrangers et organisait des présentations publiques d'artistes et d'universitaires revenant de voyages en Occident. La société a également contribué aux transferts de devises pour permettre aux érudits soviétiques de rejoindre des sociétés académiques étrangères, accéléré l’acquisition de visas de voyage et contribué au difficile processus de réception de livres et revues étrangers par le biais du filet de censure interne de l’URSS.
Bien qu'officiellement lancée par le Conseil des commissaires du peuple et entretenant des liens étroits avec le Commissariat du peuple des affaires étrangères et la police secrète, la VOKS a toujours affirmé être une organisation non gouvernementale plutôt qu'un appendice officiel de l'appareil d'État soviétique. Ce statut semi-indépendant s'est accentué par l'inclusion d'un nombre important d'intellectuels non membres du PCUS dans ses rangs.
De fait, Jean-François Fayet souligne que la VOKS s'inscrit en concurrence d'autres diplomaties culturelles telles que le British Council ou les Alliances françaises, avec des budgets relativement modestes loin de l'idée d'un rouage de propagande totalitaire 

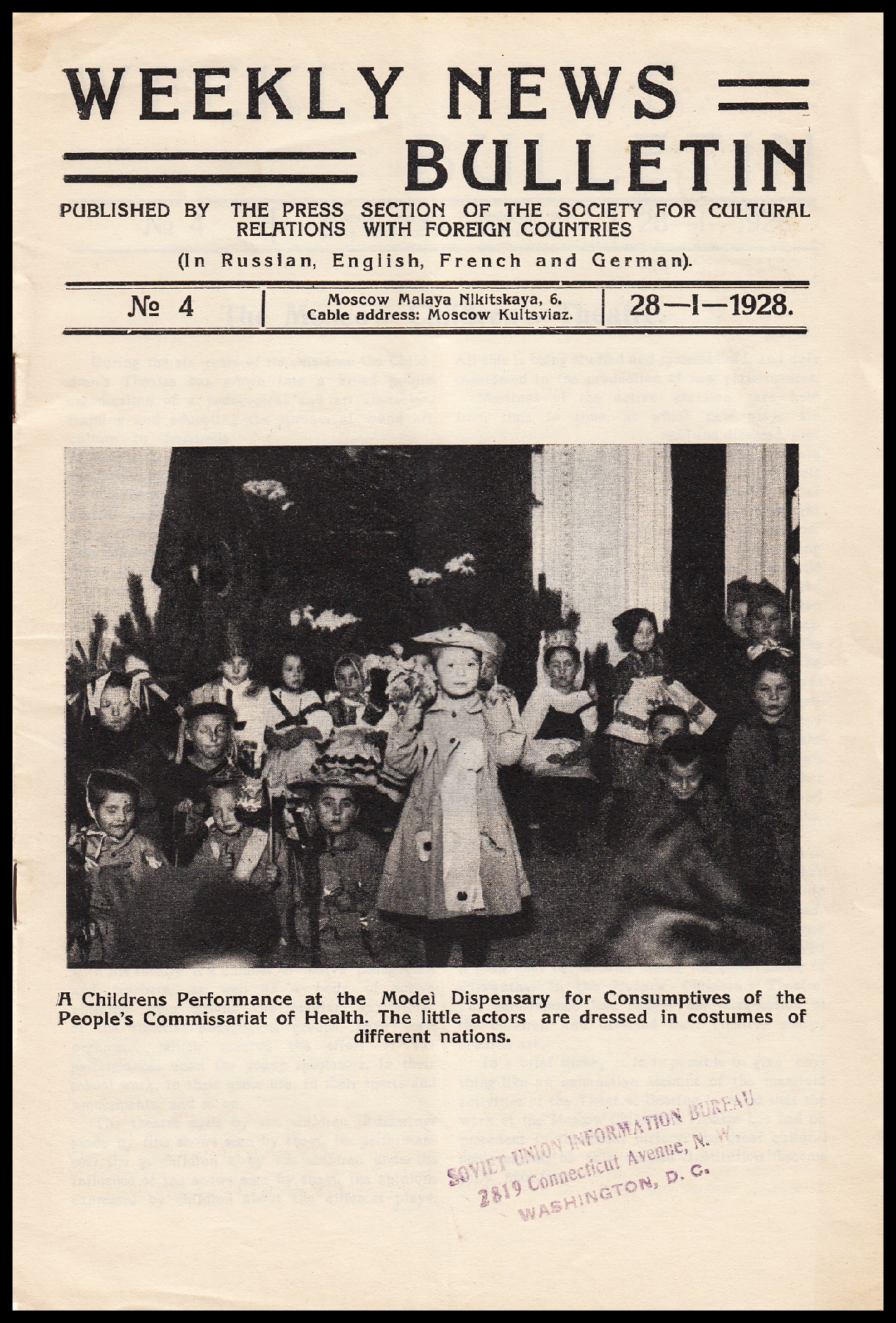
Dans le cadre de ses efforts de propagande, la VOKS a publié un bulletin d'information hebdomadaire en russe, anglais, allemand et français, qui contenait des articles sur les réalisations positives de la médecine, de la littérature, des arts et de la science soviétiques.

L'organisation servait cependant également de paravent pour les opérations de renseignement extérieur de l'Union soviétique, selon l'historienne Svetlana Chervonnaya.
Elle permet d'organiser une sociabilité des artistes et intellectuels proches du soviétisme, selon Jean-François Fayet, citant pour la Suisse les critiques de cinéma Georg Schmidt à Bâle, le et André Ehrler à Genève ou encore l’architecte et graphiste Max Bill.

### Direction
La personnalité principale de VOKS depuis sa fondation jusqu'en 1930 était Olga Kameneva, la sœur du leader bolchevik Léon Trotski et l'épouse du dirigeant soviétique Lev Kamenev. Succède à Kameneva en 1930 Fedor Nikolaevich Petrov, un vieux bolchevik universitaire, qui avait déjà travaillé dans la bureaucratie soviétique à la Direction générale des institutions et organisations scientifiques, artistiques, muséales, théâtrales et littéraires (Glavnauka) au Commissariat du peuple à l'éducation.
En 1934, Petrov fut remplacé à la tête de VOKS par Alexander Arossev, écrivain et ancien ambassadeur en Tchécoslovaquie, qui connaissait depuis longtemps le bras droit de Joseph Staline, V.M. Molotov. Arosev aurait eu affaire à la police secrète en 1937 lors de la Terreur de 1937-1938 et est remplacé par Viktor Fedorovich Smirnov, qui conserve la direction de VOKS jusqu'en 1940.
Lui succèdent au cours des décennies 1940, 1950 et 1960 trois dirigeants Vladimir Kemenov (1940 à 1948), Andrei Denisov (1948 à 1957) et Nina Popova (1957 à 1975).

### Postérité

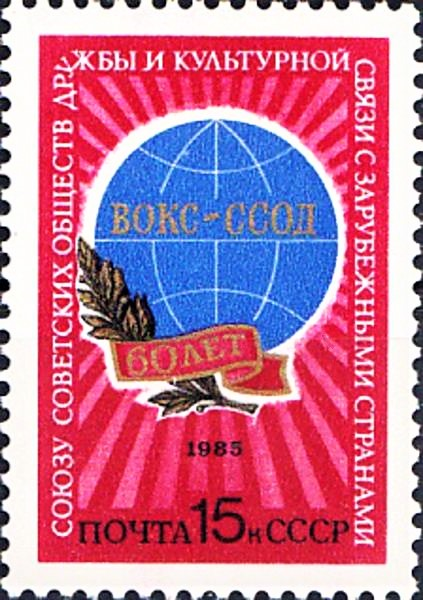
Timbre poste soviétique de 1985 célébrant les 60 ans de la VOKS-SSOD.

En 1958, la VOKS est réorganisée en une nouvelle entité appelée Union des sociétés soviétiques pour l’amitié et les contacts culturels (SSOD). La nouvelle SSOD a continué à jouer le rôle que jouait auparavant la VOKS jusqu'à sa dissolution en 1992, à la suite de la dislocation de l'Union soviétique en décembre de l'année précédente.
Une agence gouvernementale officielle chargée des affaires culturelles internationales prend le relais pendant la période post-communiste; elle est appelée depuis 1994 le « Centre russe de coopération scientifique et culturelle internationale du gouvernement de la fédération de Russie ».

## Archives
Les documents de VOKS sont conservés à Moscou aux archives d'Etat de la fédération de Russie (GARF), au fonds R-5283, et se composent de 28 inventaires et 13 351 dossiers.